# 21. Screen Actors Guild-gála
A 21. Screen Actors Guild-gála a 2014-es év legjobb filmes és televíziós alakításait értékelte. A díjátadót 2015. január 25-én tartották a Los Angeles-i Shrine Auditoriumban. A ceremóniát a TNT és a TBS televízióadók egyszerre közvetítették élőben, az észak-amerikai időzóna szerint este nyolc órától. A jelöltek listáját 2014. december 10-én hozták nyilvánosságra.
2014. augusztus 18-án tették közzé, hogy a Screen Actors Guild-életműdíjat Debbie Reynolds kapja meg.

## Győztesek és jelöltek

### Film
| Legjobb férfi főszereplő | Legjobb férfi főszereplő | Legjobb női főszereplő     | Legjobb női főszereplő |
| --- | --- | -------------------------- | --- |
| | - Eddie Redmayne – A mindenség elmélete (Stephen Hawking) - Steve Carell – Foxcatcher (John du Pont) - Benedict Cumberbatch – Kódjátszma (Alan Turing) - Jake Gyllenhaal – Éjjeli féreg (Louis "Lou" Bloom) - Michael Keaton – Birdman avagy (A mellőzés meglepő ereje) (Riggan Thomson) |                            | - Julianne Moore – Megmaradt Alice-nek (Alice Howland) - Jennifer Aniston – Boldogság bármi áron (Claire Bennett) - Felicity Jones – A mindenség elmélete (Jane Hawking) - Rosamund Pike – Holtodiglan (Amy Elliott-Dunne) - Reese Witherspoon – Vadon (Cheryl Strayed) |
| Legjobb férfi mellékszereplő | Legjobb férfi mellékszereplő | Legjobb női mellékszereplő | Legjobb női mellékszereplő |
| | - J. K. Simmons – Whiplash (Terence Fletcher) - Robert Duvall – A bíró (Joseph Palmer) - Ethan Hawke – Sráckor (Mason Evans Sr.) - Edward Norton – Birdman avagy (A mellőzés meglepő ereje) (Mike Shiner) - Mark Ruffalo – Foxcatcher (Dave Schultz)                                     |                            | - Patricia Arquette – Sráckor (Olivia Evans) - Keira Knightley – Kódjátszma (Joan Clarke) - Emma Stone – Birdman avagy (A mellőzés meglepő ereje) (Sam Thomson) - Meryl Streep – Vadregény (A boszorkány) - Naomi Watts – St. Vincent (Daka Paramova)                   |
| Legjobb szereplőgárda (mozifilm) | |                            | |
| - Birdman avagy (A mellőzés meglepő ereje) – Zach Galifianakis, Michael Keaton, Edward Norton, Andrea Riseborough, Amy Ryan, Emma Stone, Naomi Watts - Sráckor – Patricia Arquette, Ellar Coltrane, Ethan Hawke, Lorelei Linklater - A Grand Budapest Hotel – F. Murray Abraham, Mathieu Amalric, Adrien Brody, Willem Dafoe, Ralph Fiennes, Jeff Goldblum, Harvey Keitel, Jude Law, Bill Murray, Edward Norton, Tony Revolori, Saoirse Ronan, Jason Schwartzman, Léa Seydoux, Tilda Swinton, Tom Wilkinson, Owen Wilson - Kódjátszma – Matthew Beard, Benedict Cumberbatch, Charles Dance, Matthew Goode, Rory Kinnear, Keira Knightley, Allen Leech, Mark Strong - A mindenség elmélete – Charlie Cox, Felicity Jones, Simon McBurney, Eddie Redmayne, David Thewlis, Emily Watson | |                            | |
| Legjobb kaszkadőrgárda (mozifilm) | |                            | |
| - Rendíthetetlen - Harag - A James Brown sztori - A hobbit: Az öt sereg csatája - X-Men: Az eljövendő múlt napjai | |                            | |

### Televízió
| Legjobb színész (minisorozat vagy tévéfilm) | Legjobb színész (minisorozat vagy tévéfilm) | Legjobb színésznő (minisorozat vagy tévéfilm) | Legjobb színésznő (minisorozat vagy tévéfilm) |
| --- | --- | --------------------------------------------- | --- |
| | - Mark Ruffalo – Igaz szívvel (Ned Weeks) - Adrien Brody – Houdini (Harry Houdini) - Benedict Cumberbatch – Sherlock (Sherlock Holmes) - Richard Jenkins – Olive Kitteridge (Henry Kitteridge) - Billy Bob Thornton – Fargo (Lorne Malvo)                                                                           |                                               | - Frances McDormand – Olive Kitteridge (Olive Kitteridge) - Ellen Burstyn – Flowers in the Attic (Olivia Foxworth) - Maggie Gyllenhaal – Egy tisztességes asszony (Nessa Stein) - Julia Roberts – Igaz szívvel (Emma Brookner) - Cicely Tyson – The Trip to Bountiful (Carrie Watts)                                                       |
| Legjobb színész (drámasorozat) | Legjobb színész (drámasorozat) | Legjobb színésznő (drámasorozat)              | Legjobb színésznő (drámasorozat) |
| | - Kevin Spacey – Kártyavár (Francis Underwood) - Steve Buscemi – Boardwalk Empire – Gengszterkorzó (Nucky Thompson) - Peter Dinklage – Trónok harca (Tyrion Lannister) - Woody Harrelson – True Detective – A törvény nevében (Martin Hart) - Matthew McConaughey – True Detective – A törvény nevében (Rust Cohle) |                                               | - Viola Davis – Hogyan ússzunk meg egy gyilkosságot? (Annalise Keating) - Claire Danes – Homeland – A belső ellenség (Carrie Mathison) - Julianna Margulies – A férjem védelmében (Alicia Florrick) - Tatiana Maslany – Sötét árvák (Több szerepben) - Maggie Smith – Downton Abbey (Violet) - Robin Wright – Kártyavár (Claire Underwood) |
| Legjobb színész (vígjátéksorozat) | Legjobb színész (vígjátéksorozat) | Legjobb színésznő (vígjátéksorozat)           | Legjobb színésznő (vígjátéksorozat) |
| | - William H. Macy – Shameless – Szégyentelenek (Frank Gallagher) - Ty Burrell – Modern család (Phil Dunphy) - Louis C.K. – Louie (Louie) - Jim Parsons – Agymenők (Dr. Sheldon Cooper) - Eric Stonestreet – Modern család (Cameron Tucker)                                                                          |                                               | - Uzo Aduba – Narancs az új fekete (Suzanne "Crazy Eyes" Warren) - Julie Bowen – Modern család (Claire Dunphy) - Edie Falco – Jackie nővér (Jackie Peyton) - Julia Louis-Dreyfus – Alelnök (Selina Meyer) - Amy Poehler – Városfejlesztési osztály (Leslie Knope)                                                                          |
| Legjobb szereplőgárda (drámasorozat) | |                                               | |
| - Downton Abbey – Hugh Bonneville, Laura Carmichael, Jim Carter, Brendan Coyle, Michelle Dockery, Kevin Doyle, Joanne Froggatt, Lily James, Rob James-Collier, Allen Leech, Phyllis Logan, Elizabeth McGovern, Sophie McShera, Matt Milne, Lesley Nicol, David Robb, Maggie Smith, Ed Speleers, Cara Theobold, Penelope Wilton - Boardwalk Empire – Gengszterkorzó – Steve Buscemi, Paul Calderón, Nicholas Calhoun, Louis Cancelmi, John Ellison Conlee, Michael Countryman, Stephen Graham, Domenick Lombardozzi, Nolan Lyons, Kelly Macdonald, Boris McGiver, Vincent Piazza, Paul Sparks, Travis Tope, Shea Whigham, Anatol Yusef, Michael Zegen - Trónok harca – Josef Altin, Jacob Anderson, John Bradley-West, Gwendoline Christie, Emilia Clarke, Nikolaj Coster-Waldau, Ben Crompton, Charles Dance, Peter Dinklage, Natalie Dormer, Nathalie Emmanuel, Iain Glen, Julian Glover, Kit Harington, Lena Headey, Conleth Hill, Rory McCann, Ian McElhinney, Pedro Pascal, Daniel Portman, Sophie Turner, Maisie Williams - Homeland – A belső ellenség – Numan Açar, Nazanin Boniadi, Claire Danes, Rupert Friend, Raza Jaffrey, Nimrat Kaur, Tracy Letts, Mark Moses, Michael O'Keefe, Mandy Patinkin, Laila Robins, Maury Sterling - Kártyavár – Mahershala Ali, Jayne Atkinson, Rachel Brosnahan, Derek Cecil, Nathan Darrow, Michel Gill, Joanna Going, Sakina Jaffrey, Michael Kelly, Mozhan Marnò, Gerald McRaney, Molly Parker, Jimmi Simpson, Kevin Spacey, Robin Wright | |                                               | |
| Legjobb szereplőgárda (vígjátéksorozat) | |                                               | |
| - Narancs az új fekete – Uzo Aduba, Jason Biggs, Danielle Brooks, Laverne Cox, Jackie Cruz, Catherine Curtin, Lea Delaria, Beth Fowler, Yvette Freeman, Germar Terrell Gardner, Kimiko Glenn, Annie Golden, Diane Guerrero, Michael J. Harney, Vicky Jeudy, Julie Lake, Lauren Lapkus, Selenis Leyva, Natasha Lyonne, Taryn Manning, Joel Marsh Garland, Matt McGorry, Adrienne C. Moore, Kate Mulgrew, Emma Myles, Jessica Pimentel, Dascha Polanco, Alysia Reiner, Judith Roberts, Elizabeth Rodriguez, Barbara Rosenblat, Nick Sandow, Abigail Savage, Taylor Schilling, Constance Shulman, Dale Soules, Yael Stone, Lorraine Toussaint, Lin Tucci, Samira Wiley - Agymenők – Mayim Bialik, Kaley Cuoco, Johnny Galecki, Simon Helberg, Kunal Nayyar, Jim Parsons, Melissa Rauch - Brooklyn 99 – Nemszázas körzet – Stephanie Beatriz, Andre Braugher, Terry Crews, Melissa Fumero, Joe Lo Truglio, Chelsea Peretti, Andy Samberg - Modern család – Aubrey Anderson-Emmons, Julie Bowen, Ty Burrell, Jesse Tyler Ferguson, Nolan Gould, Sarah Hyland, Ed O’Neill, Rico Rodriguez, Eric Stonestreet, Sofía Vergara, Ariel Winter - Transparent – Aubrey Anderson-Emmons, Julie Bowen, Ty Burrell, Jesse Tyler Ferguson, Nolan Gould, Sarah Hyland, Ed O'Neill, Rico Rodriguez, Eric Stonestreet, Sofía Vergara, Ariel Winter - Alelnök – Sufe Bradshaw, Anna Chlumsky, Gary Cole, Kevin Dunn, Tony Hale, Julia Louis-Dreyfus, Reid Scott, Timothy Simons, Matt Walsh                 | |                                               | |
| Legjobb kaszkadőrgárda (televízió) | |                                               | |
| - Trónok harca - 24: Élj egy új napért - Boardwalk Empire – Gengszterkorzó - Homeland – A belső ellenség - Kemény motorosok - The Walking Dead | |                                               | |

### Screen Actors Guild-életműdíj
- Debbie Reynolds

## In Memoriam
A gála "in memoriam" szegmense az alábbi, 2014-ben elhunyt személyekről emlékezett meg:
- Mickey Rooney
- James Rebhorn
- Ann B. Davis
- Ruby Dee
- Misty Upham
- Richard Kiel
- Lauren Bacall
- Maximilian Schell
- Harold Ramis
- Casey Kasem
- Sumi Haru
- Elaine Stritch
- James Shigeta
- Bob Hoskins
- Sid Caesar
- Eli Wallach
- Russell Johnson
- Ralph Waite
- Polly Bergen
- Richard Attenborough
- Don Pardo
- Sheila MacRae
- James Garner
- Marcia Strassman
- Marian Seldes
- Ed Nelson
- Phyllis Frelich
- Mary Ann Mobley
- Meshach Taylor
- Elizabeth Peña
- Shirley Temple
- Geoffrey Holder
- Luise Rainer
- Edward Herrmann
- Billie Whitelaw
- Joan Rivers
- Efrem Zimbalist, Jr.
- David Brenner
- Jan Hooks
- Philip Seymour Hoffman
- Robin Williams

## Fordítás
- Ez a szócikk részben vagy egészben  a(z)   21st Screen Actors Guild Awards című angol Wikipédia-szócikk fordításán alapul.  Az eredeti cikk szerkesztőit annak laptörténete sorolja fel. Ez a jelzés csupán a megfogalmazás eredetét és a szerzői jogokat jelzi, nem szolgál a cikkben szereplő információk forrásmegjelöléseként.